# Leopold Dýmal
Leopold Dýmal (13. listopadu 1914, Radvanice – 24. května 1995, Olomouc) byl český římskokatolický kněz, rektor olomouckého kněžského semináře (v letech 1968 až 1970), papežský prelát a čestný kanovník Metropolitní kapituly u svatého Václava v Olomouci, přítel Mons. ThDr. Antonína Šuránka.

## Život
Vystudoval gymnázium v Přerově, kde v roce 1934 složil maturitní zkoušku, a teologii na olomoucké teologické fakultě. Po kněžském svěcení, které přijal 5. července 1939 v Olomouci z rukou Msgre. Leopolda Prečana, působil jako kaplan ve Štěpánově (od 1. srpna 1939) a následně v Kyjově (od 1. srpna 1940), kde se od 1. září 1945 stal učitelem náboženství na tamním gymnáziu.
K 1. září 1948 byl jmenován vicerektorem olomouckého kněžského semináře, po jeho zrušení pak působil jako kaplan v Kojetíně (od 1. září 1950 do 12. července 1951) a současně vypomáhal v duchovní správě v Přerově a Předmostí. Období od 9. července 1951 do 30. dubna 1953 strávil v internaci, a to nejprve v Želivi a později v Hájku u Prahy, poté vykonával základní vojenskou službu u pomocného technického praporu na Slovensku.
Po propuštění 30. září 1954 pracoval jako dělník a teprve 15. prosince 1955 nastoupil jako administrátor farnosti v Oseku nad Bečvou. Protože však neudal prof. ThDr. Antonína Klevetu za to, že vykonával duchovenskou činnost bez tehdy nezbytného státního souhlasu, byl odsouzen k jednoletému trestu odnětí svobody (vězněn byl od 3. července do 14. prosince 1957, kdy byl propuštěn na amnestii). Od 25. ledna 1958 opět pracoval jako dělník, tentokrát při údržbě silnic, než se 15. prosince stal kaplanem v Šumperku. K 1. prosinci 1960 pak byl ustanoven administrátorem farnosti Horní Libina, odkud spravoval excurrendo také farnost Mladoňov.
Po obnovení olomouckého kněžského semináře, o něž se spolu s Mons. prof. ThDr. Vojtěchem Tkadlčíkem významně zasloužil, se stal jeho rektorem, a následně působil od 1. října 1970 až do svého úmrtí jako administrátor farnosti u katedrály sv. Václava v Olomouci.

## Dílo
- Seznam děl v Souborném katalogu ČR, jejichž autorem nebo tématem je Leopold Dýmal
- Skutečná postava P. Kernera-Kosteleckého z Jiráskova díla „U nás“, Tiskové družstvo, Hradec Králové 1936
- Charakteristika kněží buditelů podle jejich závěti a pozůstalostí, Bohoslovecká fakulta, Olomouc 1937
- Katolictví a národní probuzení Moravy v době předbřeznové, Bohoslovecká fakulta, Olomouc 1938
- Katolické diecéze v Československu, 1973
- Katalog moravských biskupů a arcibiskupů staré i nové doby 1777-1977, 1977